# Hydrotaea cinerea
Hydrotaea cinerea este o specie de muște din genul Hydrotaea, familia Muscidae, descrisă de Robineau-desvoidy în anul 1830. Conform Catalogue of Life specia Hydrotaea cinerea nu are subspecii cunoscute.